# Église Saint-Étienne de Rosheim
L'église Saint-Étienne est un monument historique situé à Rosheim, dans le département français du Bas-Rhin.

## Localisation
Ce bâtiment est situé rue de l'Église à Rosheim.

## Historique
L'édifice fait l'objet d'un classement au titre des monuments historiques depuis 1990.

## Architecture

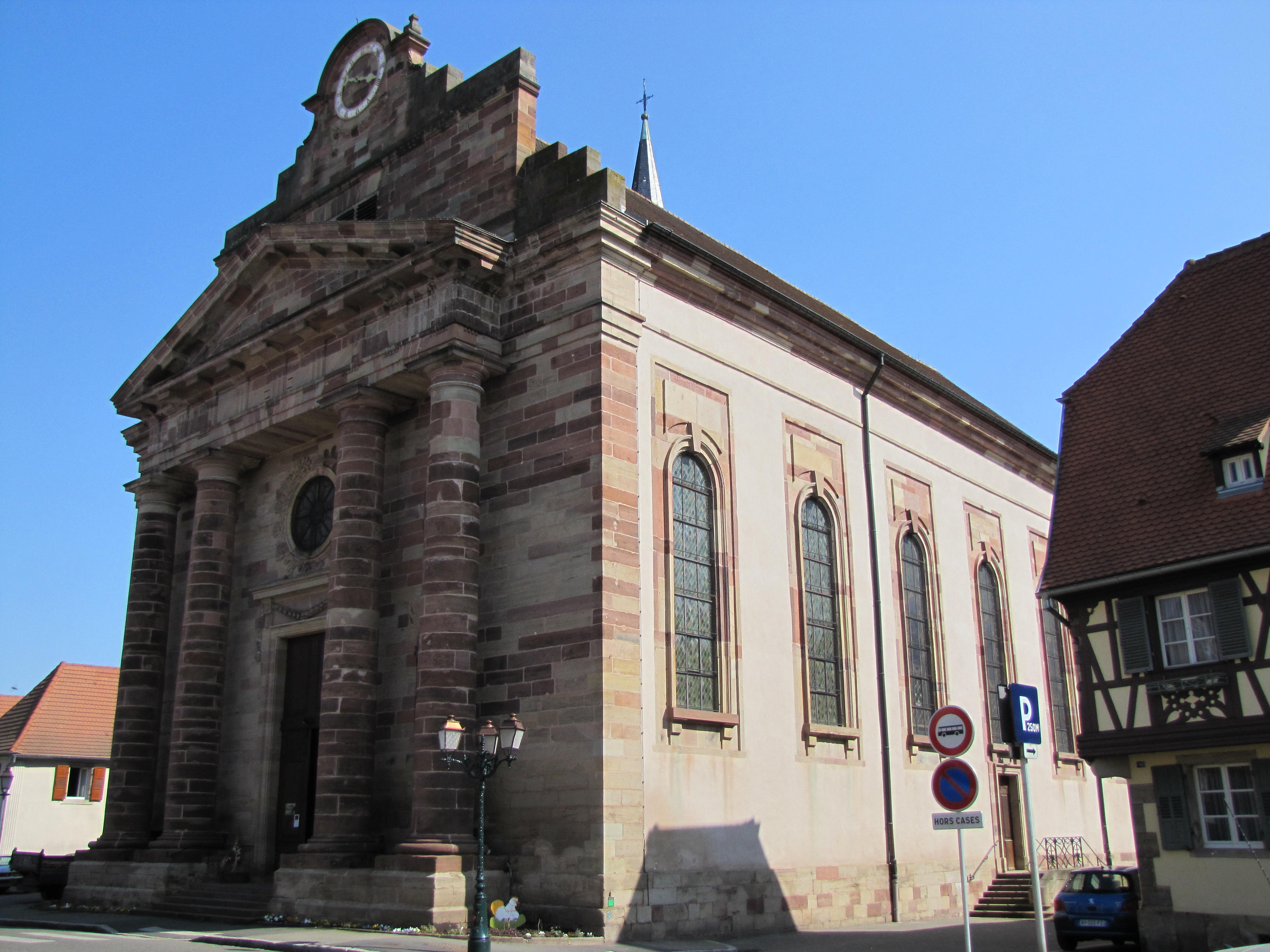
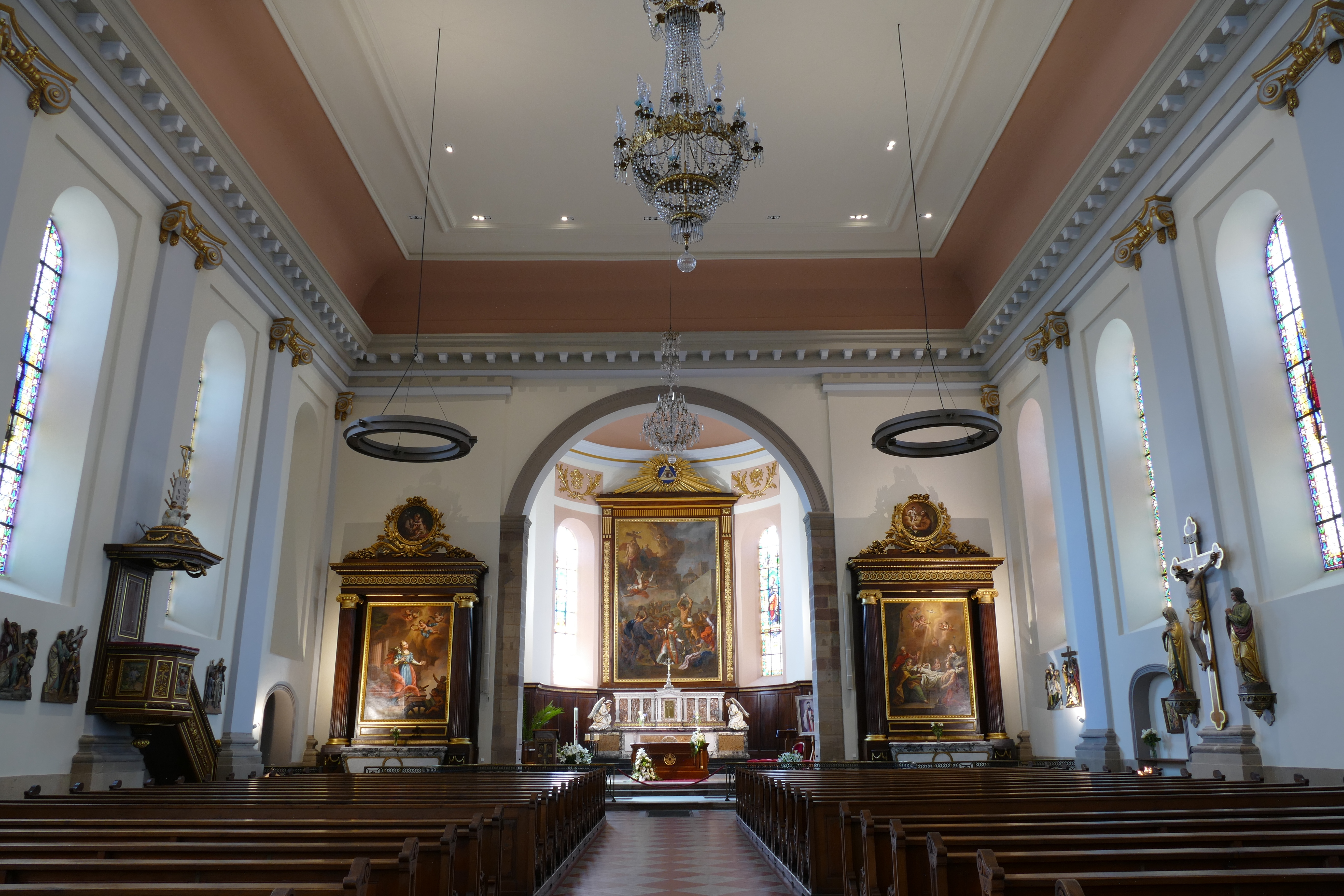
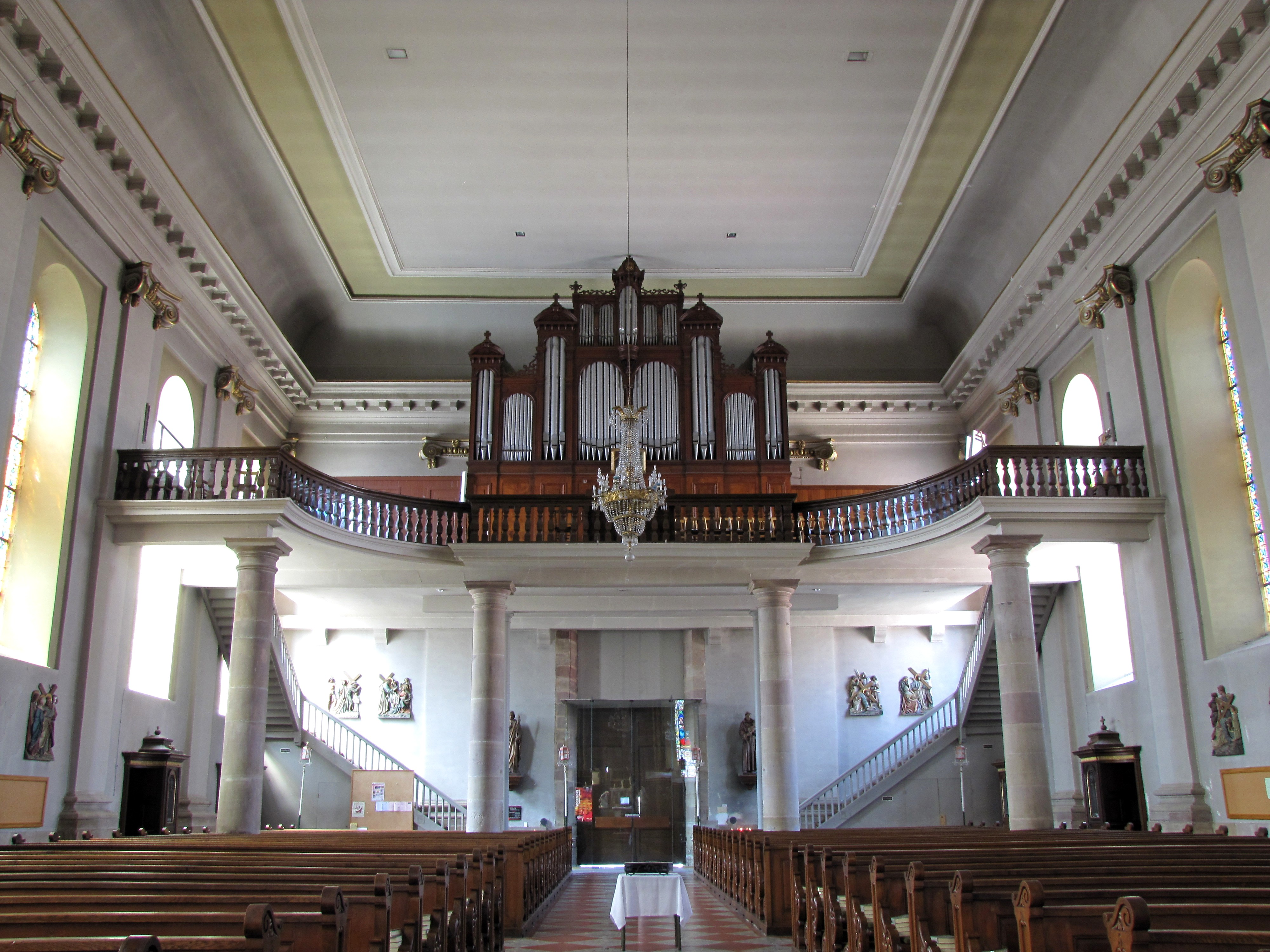